# Жексенбеков, Мурат Жекпетович
Мурат Жекпекович Жексенбеков (1951—1996) — Заслуженный мастер спорта СССР (хоккей на траве), 18-кратный чемпион СССР.
Происходит из рода уак.

## Карьера
М. Ж. Жексенбеков всю игровую карьеру провёл в Динамо (Алма-Ата), бессменный капитан команды.
18 раз (1972, 1973, 1975, 1976, 1977, 1978, 1979, 1981, 1982, 1983, 1984, 1985, 1986, 1987, 1988, 1989, 1990, 1991) становился чемпионом СССР и 2 раза (1971, 1974) был вторым.
Пять раз (1982, 1983, 1984, 1986, 1987) становился обладателем Кубка СССР. Дважды (1982, 1983) был обладателем Кубка европейских чемпионов.
В список лучших хоккеистов СССР входил 10 раз (1977-1986).
В составе сборной СССР провел 2 игры.
Также играл в хоккей с мячом. Чемпион СССР 1977 года.